# Månen tur och retur (del 1)
Månen tur och retur (del 1), fransk originaltitel: Objectif Lune, är det sextonde i en serie klassiska seriealbum, skrivna och illustrerade av belgaren Hergé, vars huvudperson är den unge reportern Tintin.
Albumet publicerades på franska 1953 efter att serierna publicerats första gången 30 mars–7 september 1950 samt 4 april–22 oktober 1952. Detta var flera år innan rymdkapplöpningen inleddes vid mitten av 1950-talet och de första människorna landade på månen 1969, och rymdresor och månfärder var vid denna tid ännu bara science fiction för människan.
Historien kom 1969 ut för första gången på svenska, som Illustrationsförlagets Tintin-album nummer 7. Undertiteln på 2004 års utgåva med nyöversättning till svenska av Björn Wahlberg är Destination månen, vilket är en direktöversättning av originaltiteln.

## Handling
När Tintin och kapten Haddock kommer hem till Moulinsart mottar de ett telegram från professor Kalkyl där han meddelar att han rest till Syldavien och vill att de genast kommer efter dit. När de väl anlänt får de veta att Kalkyl är chef för det syldaviska månraketsprogrammet. Kalkyl, med sin eviga hörselskada, tror att Tintin och Haddock vill följa med, och Haddock är inte glad. Men en serie mystiska händelser sker på basen, och Dupondtarna blir inkallade.
Vad läsaren, men inte Tintin, vet är att en främmande makt försöker stjäla ritningar av raketen. När man sänder upp en försöksraket blir den nästan kapad, men Tintin hinner spränga den med en inbyggd detonator. Till sist överkommer man alla dessa problem och den färdiga månraketen med Kalkyl, Tintin, Milou, Haddock och Kalkyls assistent Frank Wolff ombord skjuts iväg. Vad huvudpersonerna emellertid inte känner till är att de har med sig en fripassagerare ombord.

## Månraketen
Till skillnad mot de Apollo-raketer som så småningom lyckades landsätta människor på månen har raketen i denna berättelse ingen månlandare eller raketsteg som kan avlägsnas under resans gång. Denna teknik var ännu inte känd eller utvecklad, men att skicka en raket av den typ som framställs i serien till månen, landa och sedan återvända till jorden skulle kräva ett betydligt energirikare raketbränsle än vad vetenskapen hittills har uppfunnit.
En annan fantasifull detalj är att tyngdkraften kan slås på och av med en spak inne i raketen. I verkligheten kan konstgjord tyngdkraft i en rymdfarkost skapas antingen genom att motorerna accelererar farkosten med tillräcklig kraft eller genom att farkosten roterar och skapar en centripetalkraft (vilket bara är praktiskt genomförbart i en större rymdstation med rejält tilltagen diameter).

## Övrigt
- Personen bakom professor Kalkyl på sida 12, ruta 8, är Edgar Pierre Jacobs, som var medhjälpare till Hergé från 1946 till 1950 och som på egen hand skapade den tecknade serien Blake & Mortimer.
- Månraketen bär tydliga drag av de tyska V-2-raketerna från slutskedet av andra världskriget.
- En bildruta med raketen i rymden visar tydligt att Sbrodj och Syldavien ligger någonstans i antingen Slovenien eller Kroatien.
- I detta album ser man professor Kalkyl köra bil för första och enda gången. Han företar en vansinnesfärd i en blå Willysjeep med Tintin, Haddock och Milou som passagerare.